# Ziltlaltépec de Trinidad Sánchez Santos
Ziltlaltépec de Trinidad Sánchez Santos är en kommun i Mexiko.   Den ligger i delstaten Tlaxcala, i den sydöstra delen av landet, 130 km öster om huvudstaden Mexico City. Arean är 66 kvadratkilometer.
Terrängen i Ziltlaltépec de Trinidad Sánchez Santos är kuperad västerut, men österut är den platt.
Följande samhällen finns i Ziltlaltépec de Trinidad Sánchez Santos:
- Zitlaltépec
- San Juan Bautista Mier
- Guadalupe los Capulines